# The Prettiest Star
The Prettiest Star är en låt av David Bowie utgiven som singel den 6 mars 1970. Låten var skriven till hans dåvarande fru Angela. Låten finns även med på albumet Aladdin Sane utgivet den 13 april 1973, då omgjord till glamrockstil.